# Ann Aguirre
Ann Aguirre (27 de agosto de 1970) é uma escritora norte-americana de ficção especulativa. Também assina com os pseudônimos Ellen Connor, Ava Gray e o acrônimo A. A. Aguirre. Ela escreve fantasia urbana, ficção científica romântica, romance paranormal apocalíptico (com a co-autora Carrie Lofty, como Ellen Connor), suspense romântico paranormal (como Ava Gray) e ficção pós-apocalíptica distópica para jovens adultos. Ela é uma autora best-seller do New York Times e USA Today e ganhadora do prêmio RITA.

## Biografia
Ann Aguirre já foi palhaça, recepcionista, salvadora de gatos e dubladora. Cresceu em uma casa amarela com um milharal como paisagem.
Aguirre é formada em literatura inglesa e mora no México com o marido e os filhos.

## Obras como Ann Aguirre

### Trilogia 2B
1. I Want It That Way (2014)
2. As Long As You Love Me (2014)
3. The Shape of My Heart (2014)

### Série Ars Numina
Paranormal romântico
1. The Leopard King (2016)
2. The Demon Prince (2017)
3. The Wolf Lord (2018)

### Série Corine Solomon
Fantasia Urbana
1. Blue Diablo (2009)
2. Hell Fire (2010)
3. Shady Lady (2011)
4. Devil's Punch (2012)
5. Agave Kiss (2013)

- Forbidden Fruit (2013, novela)

### Universo Sirantha Jax

#### SérieDread Queen
Ficção científica 
1. Perdition (2013)
2. Havoc (2014)
3. Breakout (2015)

#### Série Sirantha Jax
1. Grimspace (2008)
2. Wanderlust (2008)
3. Doubleblind (2009)
4. Killbox (2010)
5. Aftermath (2011)
6. Endgame (2012)

### SérieThe Honors
Ficção científica para jovem adulto (com Rachel Caine)
1. Honor Among Thieves (2018)
2. Honor Bound (2019)
3. Honor Lost (2020)

### TrilogiaThe Immortal Game
Paranormal para jovem adulto
1. Mortal Danger (2014) no Brasil: Perigo Mortal (Rocco, 2018)
2. Public Enemies (2015) no Brasil: Inimigos Públicos (Rocco, 2019)
3. Infinite Risk (2016) no Brasil: Risco Infinito (Rocco, 2020)

- The Girl in the Gray Sweatshirt (2014, conto)

### SérieThe Razorland
1. Enclave (2011) no Brasil: Enclave (Callis, 2016)
2. Outpost (2012) no Brasil: Refúgio (Callis, 2017)
3. Horde (2013) no Brasil: Horda (Callis, 2018)
4. Vanguard (2017)

#### Relacionados
- Foundation (2012, conto)
- Endurance (2012, conto)
- Restoration (2013, conto)

### Outros
- Stone Maiden (2009)
- Thistle & Thorne (February 2013)
- The Queen of Bright and Shiny Things (2015)
- Like Never and Always (2018)
- Heartwood Box (2019)

### Antologias
- Primal (2011), como Ava Gray com Lora Leigh, Michelle Rowen e Jory Strong
- 'Til the World Ends (2013), com Julie Kagawa e Karen Duvall
- Fierce Reads: Kisses and Curses (2015)

### Contos
- Circle Unbroken (2009)
- Princes of Dominion (2010)
- Skin & Bone (2011)
- Wild Magic (2011)
- Endurance (2012)

## Obras como A.A. Aguirre

### Apparatus Infernum
Steampunk noir (com Andres Aguirre)
- Bronze Gods (2013)
- Silver Mirrors (2014)

## Obras como Ellen Connor

### Série Dark Age Dawning
Apocalíptico romântico (com Carrie Lofty)
1. Nightfall (2011)
2. Midnight (2011)
3. Daybreak (2011)

## Obras como Ava Gray

### SérieThe Skin
Suspernses paranormais românticos
1. Skin Game (2009)
2. Skin Tight (2010)
3. Skin Heat (2011)
4. Skin Dive (2011)